# Меппел, Ян
Ян Меппел (нидерл. Jan Corneliszoon Meppel; 1609, Хорн — 2 ноября 1669, Хорн) — нидерландский адмирал XVII века.

## Биография
Ян Меппел родился в 1609 году в Хорне. Он поступил на службу в Адмиралтейство Западной Фрисландии. В 1659 году он стал вице-адмиралом сменив Питера Флорисзона, который был убит в сражении в Эресунне. Вице-адмирал был самым высоким рангом в Адмиралтействе.
Меппел участвовал в освобождении датских островов в том же году во флоте Михаила де Рюйтера.
В 1661 году Меппел действует в Средиземном море на Noorderkwartier (50 орудий).
В 1664 году он на том же корабле участвует в карательной экспедиции де Рюйтера против англичан в Западной Африке и Америке. Там между ними возникают некоторые конфликты: Меппел, после того, как получил тот же ранг, изо всех сил старается показать себя соответствующим верховной власти де Рюйтера и всегда действует по своему усмотрению. Когда последний учил Меппела о «военному классу», тот высокомерно заявил, что де Рюйтер склонен «слишком много писать» в своём бортовом журнале. Меппел цитирует, в свою очередь, в своем журнале, что г-н де Рюйтер определённо возомнил себя Папой Римским.
В преддверии Второй англо-голландской войны Меппел 29 января 1665 года был произведён в лейтенант-адмиралы, так что он стал одинакового ранга с наивысшими чинами в Адмиралтействе Мааса. Так как он был в Америке, Корнелису Тромпу пришлось взять на себя командование «Хорнским крылом» западно-фризских кораблей во время Лоустофтского сражения.
Меппел на Westfriesland (78 пушек) принимал участие в Четырёхдневном сражении, сражении в день Святого Иакова и рейде на Медуэй без, однако, исключительные случаев, чтобы привлечь к себе внимание. Он был задействован в первых двух сражениях под началом командующего второй эскадрой Тромпа, так что слава досталась его начальнику. В сражении в день Святого Иакова Westfriesland, уже до этого понёсший повреждения в ходе Четырёхдневного сражения, стал настолько разбитым, что Меппел не мог следовать за Тромпом, когда английский арьергард полдня его преследовал. Впоследствии он, в дополнение ко всему, вместе с Исааком Свирсом испытал чувство несправедливости при грубой брани со стороны дe Рюйтера в адрес Тромпа, когда его эскадра, наконец, присоединилась к остальному флоту во Флиссингене. Как только Свирс попытался объяснить, де Рюйтер выругал и его.
Ян Меппел умер 2 ноября 1669 в Хорне.